# عبد الله بن الحسن بن علي
عبد الله بن الحسن بن علي بن أبي طالب (توفي في 61هـ/ 680 م) أحد أبناء الحسن بن علي الذين شهدوا معركة كربلاء وقُتلوا فيها.

## نسبه
هو عبد الله بن الحسن بن علي بن أبي طالب بن عبد المطلب أمه أم ولد.

## مقتله
قتله بحر بن كعب، وقيل أن حرملة ضربه بالسيف فقطع يده وهو في حجر عمّه الحسين وكان عمره 11 سنة، كان يرتجز ويقول: